# Beatriz da Silva
Santa Beatriz da Silva (Campo Maior, 1426 – Toledo, 16 de agosto de 1492), nascida D. Beatriz de Menezes da Silva, foi uma nobre e religiosa católica portuguesa, fundadora da Ordem da Imaculada Conceição. Irmã do Beato Amadeu da Silva, é venerada como santa pela Igreja Católica.

## História
Beatriz era a oitava filha de D. Rui Gomes da Silva, alcaide da vila fronteiriça de Campo Maior, e de D. Isabel de Meneses, Condessa de Portalegre, filha de D. Pedro de Meneses, conde de Vila Real; assim, por via materna, descendia não só dessa casa senhorial, como também das dos condes de Ourém e Barcelos, linhagens antiquíssimas que tinham no Rei D. Sancho I de Portugal o seu remoto antepassado. Era, ainda, irmã do místico e frade franciscano Beato Amadeu da Silva.
D. Pedro de Meneses teria dado a mão da sua filha Isabel ao cavaleiro Rui Gomes da Silva, após este participar com bravura na tomada de Ceuta, tendo aí permanecido a cumprir o serviço militar. Há quem defenda, por isso, que a jovem Beatriz possa ter nascido naquela praça-forte magrebina e não no Alentejo, embora vários e rigorosos estudos recentes atestem o seu local de nascimento em Campo Maior, em Portugal.

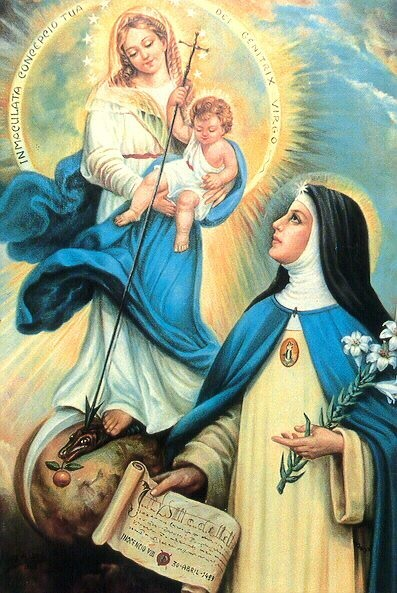
Representação da aparição da Virgem Maria recebida por Santa Beatriz da Silva

Descendente de reis e neta de senhor tão influente, foi desde cedo foi preparada para a vida na Corte, tornando-se dama da infanta D. Isabel, Rainha de Castela e Leão, filha do infante D. João, o penúltimo dos filhos do Rei D. João I de Portugal, a qual era quatro anos mais nova que Beatriz.
Ao que parece, Beatriz da Silva seria uma jovem de grande beleza, conforme testemunha um relato da época: «além de vir de sangue real, era mui graciosa donzela e excedia a todas em formosura e gentileza».
Em 1447, contava a referida infanta D. Isabel dezanove anos, o seu tio D. Pedro, Duque de Coimbra, regente do reino, promoveu os seus esponsais com João II de Castela, que então se achava viúvo. Uma vez rainha, Isabel, ambiciosa, começou por afastar a influência do todo-poderoso condestável de Castela, D. Álvaro de Luna, e não tardou a criar intrigas na corte, algumas das quais envolvendo a jovem Beatriz, cuja beleza não passara despercebida. Embora fosse ama e confidente da rainha, tal não impediu que Isabel se enciumasse daquela, maquinando contra a sua própria vida.

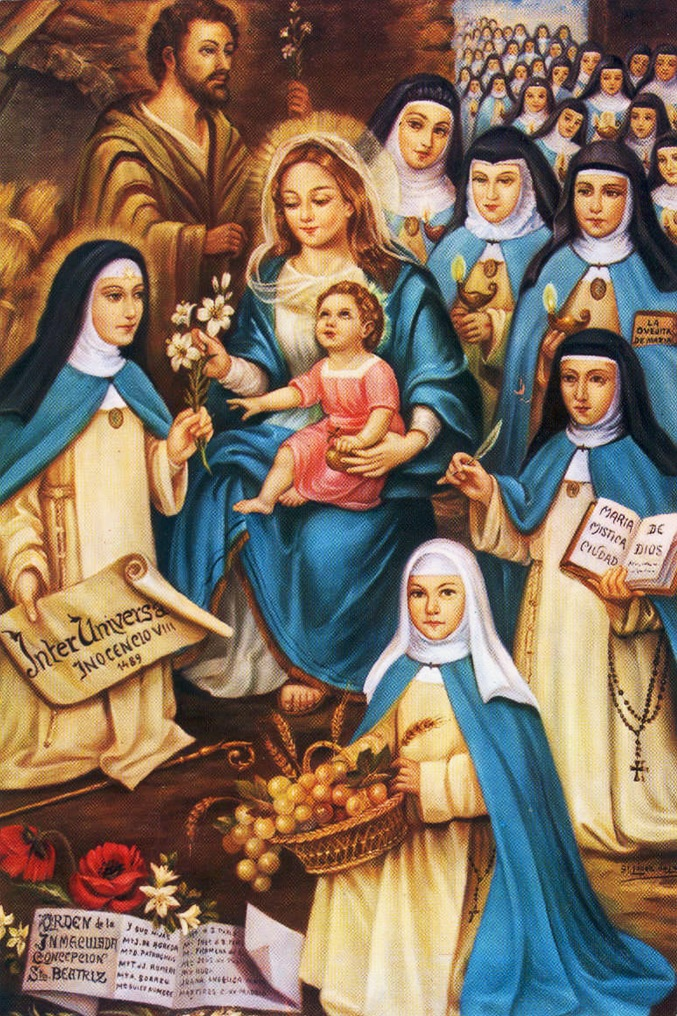
Santa Beatriz da Silva junto das inúmeras veneráveis monjas da Ordem da Imaculada Conceição

Assim, segundo reza a lenda, teria fechado Beatriz num estreito baú, onde eventualmente a falta de oxigénio acabaria por ceifar lhe a vida. Durante três dias andou desaparecida, até que o seu tio, D. João de Meneses, que também se achava na corte, estranhando a sua ausência, teria questionado a rainha sobre o paradeiro da sobrinha, tendo esta conduzido-o ao baú onde a encarcerara, certa de encontrar já um cadáver.
Para seu grande espanto, Beatriz tinha sobrevivido — segundo se diz, por haver invocado a Virgem Maria, tendo esta aparecido-lhe e comunicado que a salvaria, se esta fundasse uma ordem religiosa que celebrasse o mistério da Imaculada Conceição.
Beatriz acabou por perdoar à rainha, que se arrependera, e retirou-se da Corte, ingressando num mosteiro em Toledo. Aí viveu monasticamente, sem contudo tomar as ordens sacras, preparando-se a ela mesma, e a um pequeno grupo de outras monjas, para ingressar na nova ordem que planeava fundar.

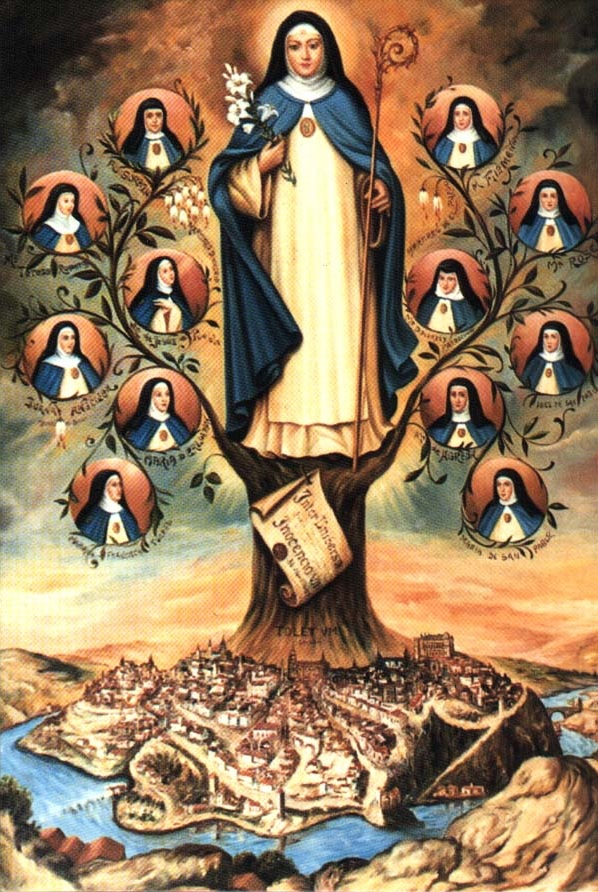
A Santa Beatriz da Silva no topo da árvore genealógica da Ordem da Imaculada Conceição por si fundada em Toledo, Espanha

Não foi fácil criar a Ordem, mas com o apoio da rainha Isabel, a Católica, filha da rainha portuguesa D. Isabel, conseguiu enfim estabelecer a Ordem da Imaculada Conceição, trajando de azul e branco (as cores de Nossa Senhora da Conceição), destinado unicamente à contemplação. A bula Inter Universa, que autorizava a constituição das Concepcionistas, foi expedida enfim pelo Papa Inocêncio VIII em 1489.

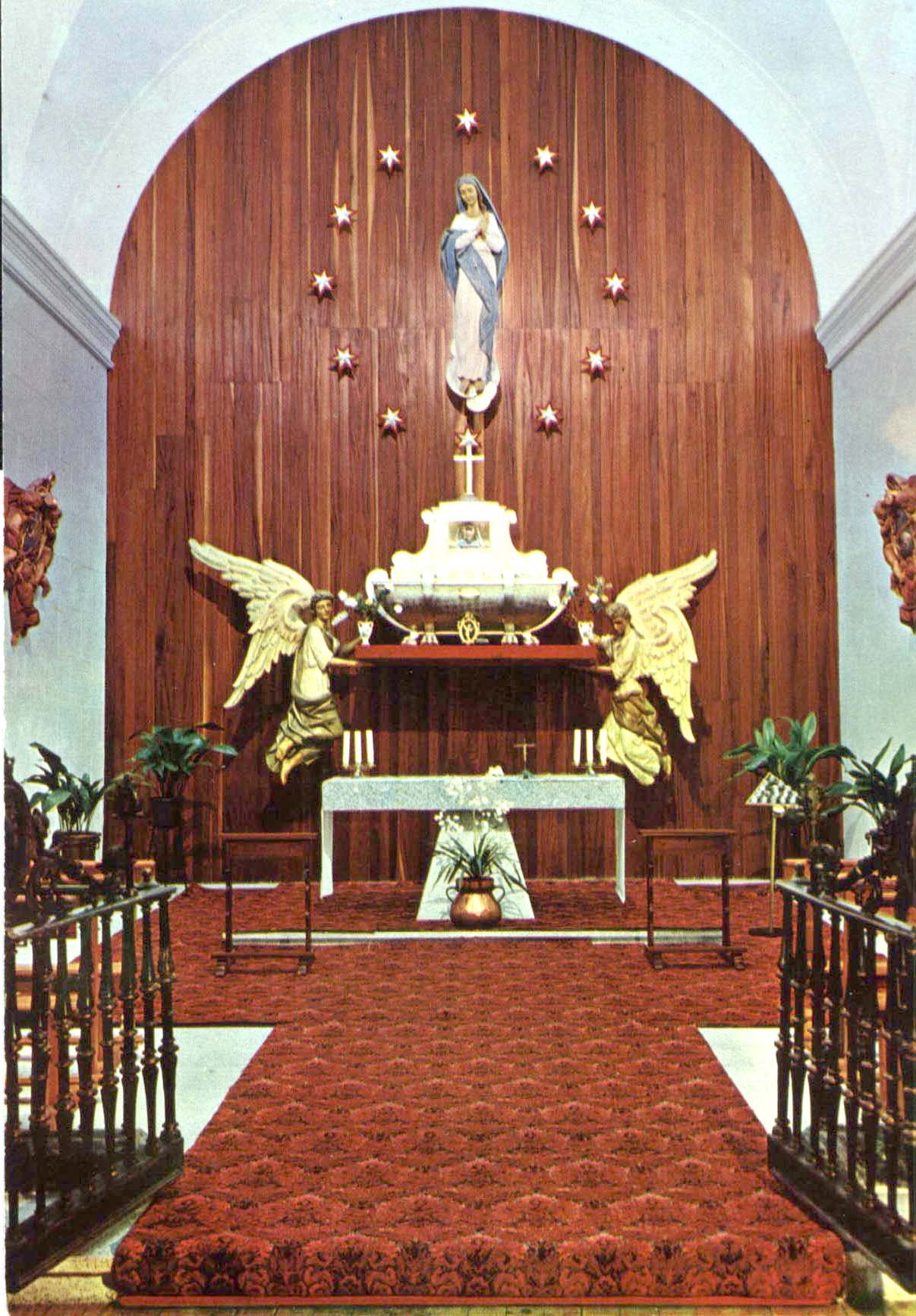
Túmulo de Santa Beatriz da Silva em Toledo, Espanha

Beatriz faleceu em Toledo três anos mais tarde. Cedo ganhou fama de santa, sendo cultuada pelo povo mesmo antes ainda de a Santa Sé a santificar. De facto, a Igreja Católica só a elevou aos altares já no século XX, quando o Papa Pio XI, em 28 de julho de 1926, lhe reconhece o título de beata e aprova enfim o culto que já lhe era devido, desde há muito, pelos leigos. Por fim, em 3 de outubro de 1976, o Papa Paulo VI canonizou-a, declarando-a santa. É celebrada a sua festa litúrgica no dia 17 de agosto de cada ano, sendo particularmente reverenciada em Campo Maior, Portugal, e em Espanha, onde instituiu a sua obra e faleceu; só aí se situam mais de 90 conventos da Ordem Concepcionista, que conta com cerca de 120 casas monásticas espalhadas pela Europa e América Latina.